# Sammy Chumba
Sammy Kipkosgei Chumba (9 augustus 1978) is een Keniaanse langeafstandsloper.
Hij won in 2003 en 2004 de 20 km van Parijs. In 2007 werd hij tweede op de marathon van Utrecht in 2:11.22 achter Mariko Kiplagat Kipchumba die zeven tellen sneller was en het oude parcoursrecord verbrak naar 2:11.15 en voor John Rono. Eerder dat jaar won hij dat jaar de marathon van Karakech. In 2008 won hij de Marathon van Utrecht in 2:12.06.

## Persoonlijke records
| Onderdeel      | Prestatie | Datum           | Plaats    |
| -------------- | --------- | --------------- | --------- |
| 20 km          | 58.26     | 19 oktober 2003 | Parijs    |
| halve marathon | 1:01.46   | 19 maart 2005   | Den Haag  |
| marathon       | 2:10.56   | 27 januari 2008 | Marrakesh |

## Palmares

### 10 km
- 2003:  Ratinger Silvesterlauf in Ratingen - 29.23
- 2003:  Groet uit Schoorl Run - 30.40
- 2004:  Klap tot Klaploop in Stadskanaal - 29.32
- 2004:  Nike Hilversum - 28.56
- 2005:  Agadir Road Race - 28.42
- 2005:  Salverda Berkumloop in Zwolle - 29.33
- 2006: 5e Zwitersloot Dak Run in Groesbeek - 28.59
- 2006:  Wiekloop in De Wijk - 29.32
- 2007:  Rich Race - 30.43

### 10 Eng. mijl
- 2005:  Hoek van Holland - 50.40

### 20 km
- 2003:  20 km van Parijs - 58.26
- 2004:  20 km van Parijs - 59.36

### halve marathon
- 2004: 4e City-Pier-City Loop - 1:03.10
- 2004:  halve marathon van Casablanca - 1:03.36
- 2005:  halve marathon van Marrakech - 1:03.27
- 2005:  City-Pier-City Loop - 1:01.46
- 2005:  halve marathon van Deurne - 1:04.48
- 2006: 8e City-Pier-City Loop - 1:02.45
- 2006: 5e halve marathon van Dordrecht - 1:07.59
- 2007:  halve marathon van Dakhla - 1:08.55

### marathon
- 2006: 6e marathon van Eindhoven - 2:12.58
- 2007:  marathon van Marrakech - 2:11.43
- 2007:  marathon van Utrecht - 2:11.22
- 2007: 4e marathon van Eindhoven - 2:11.08
- 2008:  marathon van Marrakech - 2:10.56
- 2008:  marathon van Utrecht - 2:12.07
- 2008: 7e marathon van Eindhoven - 2:12.11
- 2008:  marathon van Taipei - 2:15.37
- 2009: 8e marathon van Utrecht - 2:18.00
- 2009: 4e marathon van Ljubljana - 2:11.08
- 2009:  marathon van Taipei - 2:20.10
- 2010: 13e marathon van Macau - 2:23.18
- 2011: 8e marathon van Mont Saint Michel - 2:16.51
- 2011:  marathon van Athene - 2:13.27
- 2012: 6e marathon van Marrakech - 2:10.49
- 2012:  marathon van Caen - 2:16.07
- 2012:  marathon van Paramaribo - 2:32.12
- 2013:  marathon van Marseille - 2:21.31
- 2013:  marathon van Leiden - 2:28.17